# Lorenzo Veneziano
Pour les articles homonymes, voir Veneziano.
Lorenzo Veneziano né à Venise est un peintre italien actif dans la deuxième partie du Trecento (XIVe siècle italien) entre  1357 et 1372.

## Biographie
Lorenzo Veneziano est un des premiers suiveurs de Paolo Veneziano, à l'origine de l'école vénitienne.
Lié initialement au style byzantin, il a été influencé par Barnaba et Tommaso da Modena.
Il a travaillé surtout à Venise mais il se déplaça aussi à Vérone, Vicence et Bologne.
Il devint adepte du gothique en accordant une importance accrue aux détails naturalistes jusqu'à atteindre le seuil du gothique international, devenant un des artistes vénitiens majeurs de son époque.
Son œuvre plus ancienne, datée de 1356, conservée initialement dans une collection privée de Vérone, est aujourd'hui perdue.
Parmi les premières œuvres répertoriées figure le Polyptyque Lion (1357), peint en collaboration avec Francesco Bissolo, pour le maître-autel de l'église Sant'Antonio Abate de Venise, dont le panneau central comporte l'Annonciation avec, représenté sur le bas, agenouillé et en petite dimension, le donateur Domenico Lion.

## Œuvres
- Annonciation et divers saints, Polyptyque Lion (1357-1359), Gallerie dell'Accademia, Venise.
- Une fresque, vers 1350, église Santa Anastasia, et un Crucifix, vers 1350, église San Zeno, Vérone.
- Mariage mystique de sainte Catherine d'Alexandrie, 1359, Gallerie dell'Accademia, Venise.
- Dormition de la Vierge et saints, 1366, polyptyque du duomo de Vicence.
- Portrait et histoires de saints, 1380, Museo Correr, Venise[1]
- La Remise des clés à saint Pierre, 1370, (panneau central) polyptyque démembré, musée Correr, Venise.
- Quatre Saints, panneaux latéraux, polyptyque démembré, Gemäldegalerie, Berlin.
- Scènes de la vie de saint Pierre et de saint Paul, prédelle, polyptyque démembré, Gemäldegalerie, Berlin.
- Polyptyque[2], 1368, maître-d'autel, église San Giacomo, Bologne.
- Polyptyque de l'Annonciation, 1371, Gallerie dell'Accademia, Venise.
- Sainte Catherine d'Alexandrie, vers 1368, tempera et or sur bois, 99 × 33 cm, Collection Alana, Newark.
- Saint Sigismond de Bourgogne, vers 1368, tempera et or sur bois, 98 × 35 cm, Collection Alana, Newark, ces deux œuvres devaient constituer le registre d'un polyptyque.
- Le triptyque reconstitué par Roberto Longhi :
  - La Résurrection du Christ, Castello Sforzesco, Milan.
  - Saint Pierre, 1371, et Saint Marc, Gallerie dell'Accademia, Venise.
- Vierge à l'Enfant, 1372, panneau central d'un polyptyque démembré, Paris, musée du Louvre.
- Vierge et l'Enfant avec des anges entourés de huit saints, polyptyque de Santa Maria della Celestia, Pinacothèque de Brera, Milan.
- Sainte Prisca, collection particulière, galerie Moretti, Florence[3].
- Vierge en Majesté, vers 1360-1365, tempera et or sur bois, 108,3 x 65,7 cm, Metropolitan Museum of Art, New York

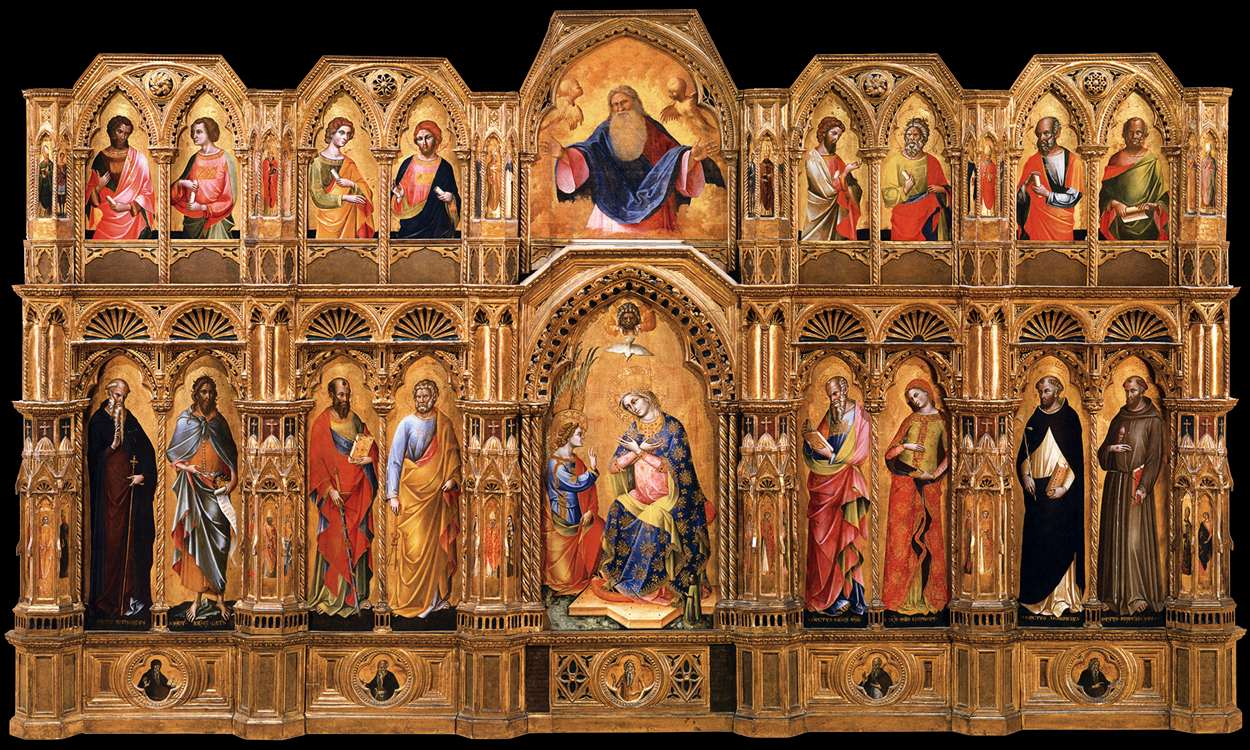
Le Polyptyque Lion (1357), Gallerie dell'Accademia de Venise.
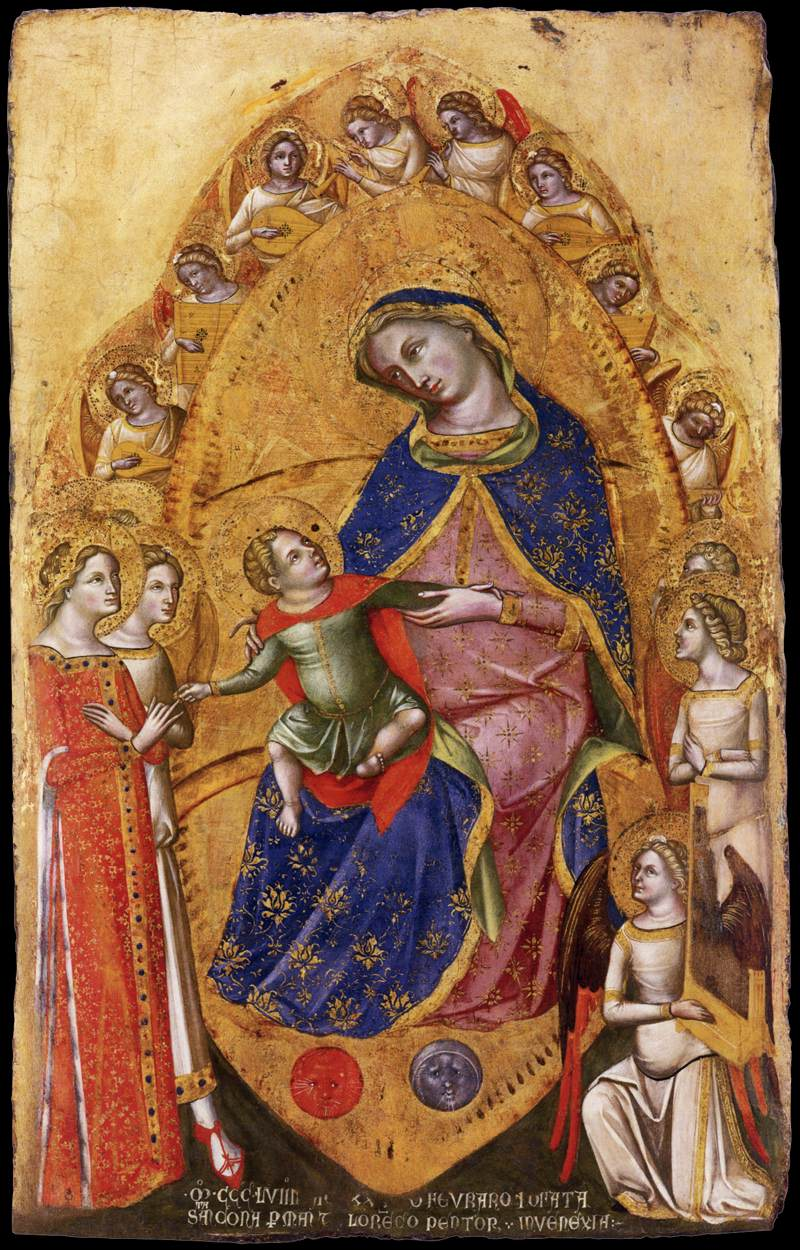
Mariage mystique de sainte Catherine d'Alexandrie (1360), Gallerie dell'Accademia de Venise
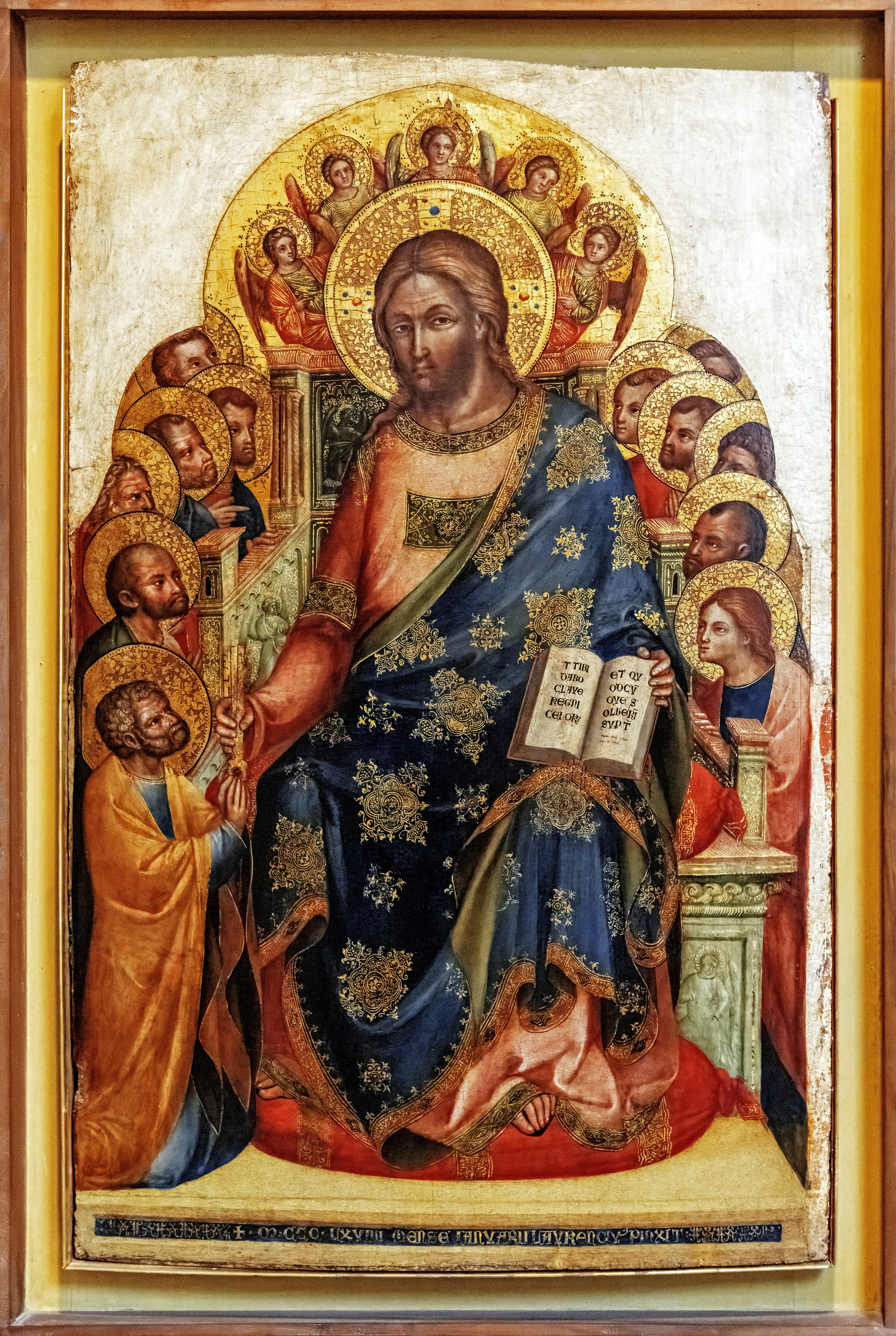
La Remise des clés à saint Pierre, 1370, Musée Correr Venise